# Tirurangadi
Tirurangadi es una ciudad censal situada en el distrito de Malappuram en el estado de Kerala (India). Su población es de 56632 habitantes (2011). Se encuentra a 18 km de Malappuram y a 31 km de Kozhikode.

## Demografía
Según el censo de 2011 la población de Tirurangadi era de 56632 habitantes, de los cuales 26975 eran hombres y 29657 eran mujeres. Tirurangadi tiene una tasa media de alfabetización del 93,95%, inferior a la media estatal del 94%. la alfabetización masculina es del 96,87 %, y la alfabetización femenina del 91,36%.